# I'm the One (Roberta Flack)
I'm the One è un album in studio della cantante statunitense Roberta Flack, pubblicato nel 1982.

## Tracce
1. I'm the One - 4:05
2. 'Till the Morning Comes - 3:54
3. Love and Let Love - 4:34
4. Never Loved Before - 3:58
5. In the Name of Love - 4:00
6. Ordinary Man - 4:26
7. Making Love - 3:43
8. Happiness - 3:22
9. My Love for You - 3:22